# The Beautiful People (lluita lliure)

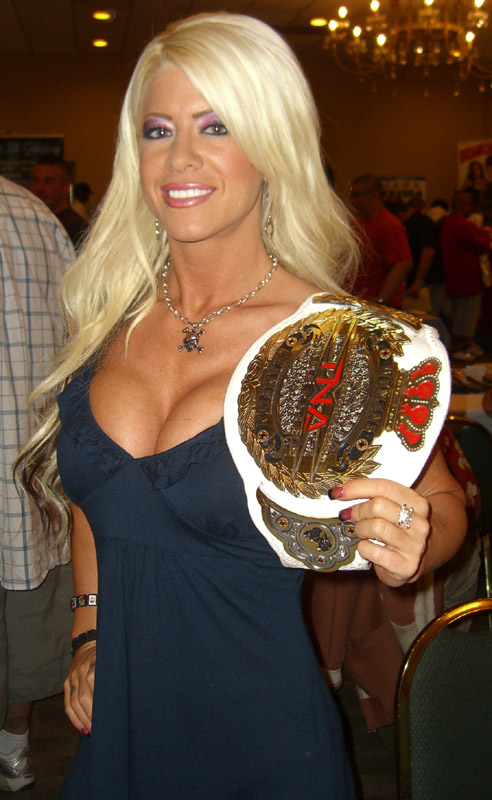
Angelina com a Campiona Femenina de la TNA

The Beautiful People és un equip de lluitadores professionals que treballa per la Total Nonstop Action Wrestling (TNA). Les integrants del grup són Angelina Love i Velvet Sky. En aquest grup cal destacar cinc Campionats Femenins, tres per part d'Angelina Love i dos de Madison Rayne; també han posseït dos Campionats Femenins en Parelles, un posseït per Velvet Sky, Lacey Von Erich i Madison Rayne, i l'altre per Angelina Love i Winter.
El grup va ser fundat per Angelina Love i Velvet Sky l'any 2007. El 5 de març de 2009 es va unir a elles Madison Rayne, qui va ser expulsada del grup però posteriorment va tornar a ser acceptada, després que Angelina Love hagués d'abandonar l'empresa per problemes de migració. L'1 d'octubre es va unir al grup Lacey Von Erich. El 19 d'agost de 2010 Velvet Sky es va tornar a aliar amb Angelina Love reunint-se com les membres originals després de començar un enfrontament amb Madison Rayne i que Lacey Von Erich finalitzés el seu contracte amb la companyia.

## Campionats i triomfs
- Pro Wrestling Illustrated

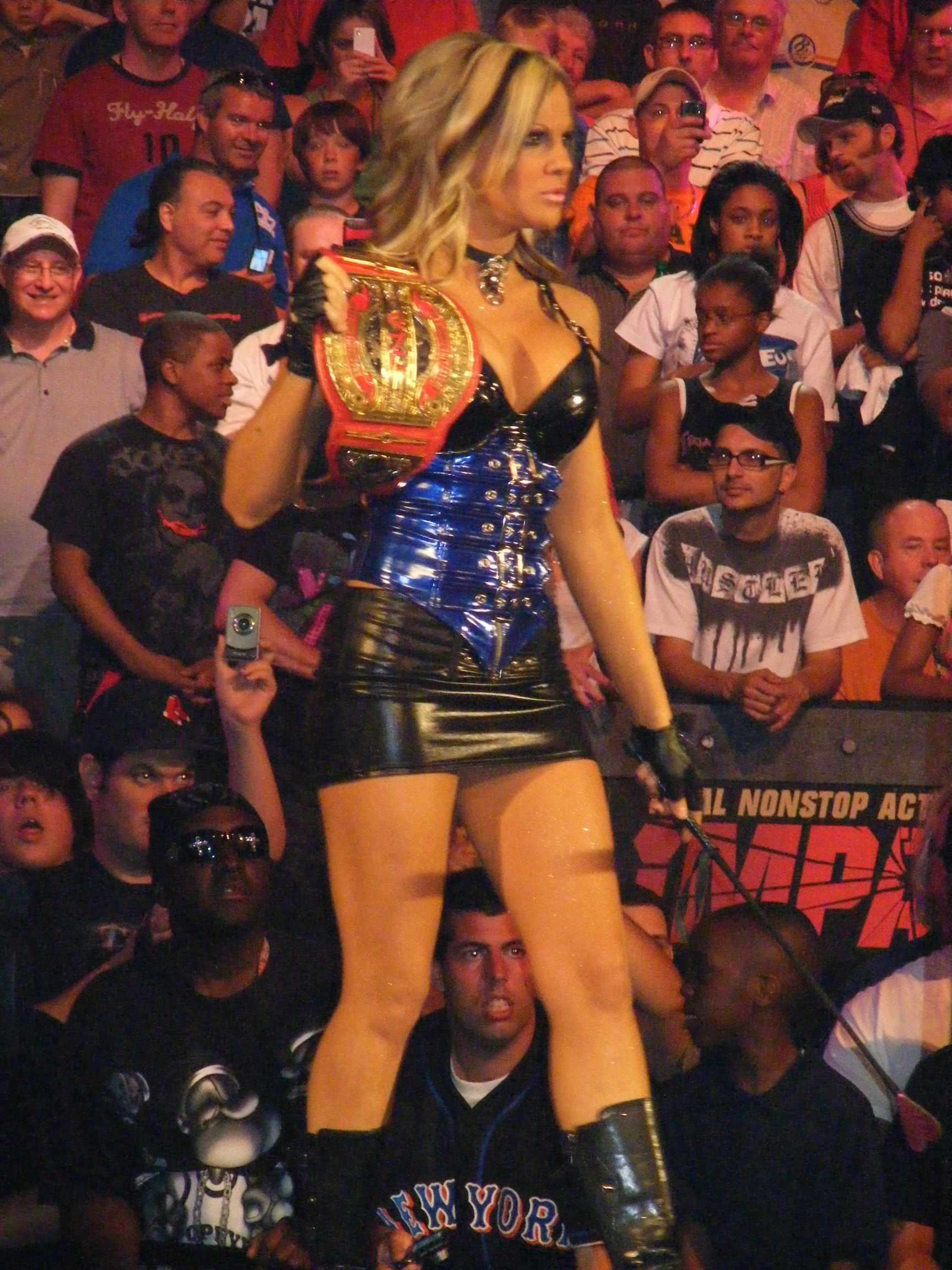
Velvet Sky com a Campiona Femenina en Parella

  - Nº 23 en el PWI Female 50 al 2008 - Velvet Sky
  - Nº 2 en el PWI Female 50 al 2009 - Angelina Love
  - Nº 19 en el PWI Female 50 al 2009 - Madison Rayne
  - Nº 23 en el PWI Female 50 al 2009 - Velvet Sky
  - Nº 2 en el PWI Female 50 al 2009 - Angelina Love
  - Nº 2 en el PWI Female 50 al 2010 - Angelina Love
  - Nº 6 en el PWI Female 50 al 2010 - Madison Rayne
- Total Nonstop Action Wrestling
  - TNA Women's Knockout Championship (5 vegades) - Angelina Love (3) i Madison Rayne (2)
  - TNA Knockout Tag Team Championship (2 vegades) - Velvet Sky, Madison Rayne i Lacey Von Erich (1), Angelina Love i Winter (1)
- Pro Wrestling Report
  - Female Wrestler of the Year (2010) - Madison Rayne